# Амелекур
Амелеку́р (фр. Amelécourt) — коммуна на северо-востоке Франции в регионе Гранд-Эст (бывший Эльзас — Шампань — Арденны — Лотарингия), департамент Мозель, округ Сарбур — Шато-Сален, кантон Сольнуа. До марта 2015 года коммуна административно входила в состав упразднённого кантона Шато-Сален. 

## Географическое положение
Амелекур расположен в 40 км к юго-востоку от Меца. Соседние коммуны: Дестри на севере, Баронвиль на северо-востоке, Моранж на востоке, Певанж и Риш на юго-востоке, Белланж на юго-западе, Бреэн на западе, Виллер-сюр-Нье и Мартий на северо-западе.

## История
- Деревня бывшего герцогства Лотарингия.

## Демография
По переписи 2007 года в коммуне проживало 141 человек. 

## Достопримечательности
- Следы древнеримского тракта в окрестностях коммуны.
- Церковь Сен-Мартен XVIII века.